# Münchmeyer & Co.
Münchmeyer & Co. war ein Hamburger Handelsunternehmen und Privatbankhaus.

## Geschichte
Hermann Münchmeyer d. Ä. (1815–1909), Spross einer alten niedersächsischen Familie und Sohn eines Arztes, war zunächst Mitinhaber des 1850 in Hamburg gegründeten Handelsunternehmens Münchmeyer, Reimers & Nölting. Nach der Liquidation der Firma Anfang Januar 1855 gründete er – ebenfalls in Hamburg – in Rechtsnachfolge die Firma Münchmeyer & Co. Großhandel. Weltweiter Im- und Export sowie Finanzgeschäfte waren die Hauptpfeiler dieses Unternehmens.
Hermanns Sohn Alwin Münchmeyer d. Ä. (1844–1895) und sein Enkel Hermann Münchmeyer d. J. (1875–1950) waren nachfolgend Mitinhaber des Familienunternehmens. Sein Urenkel Alwin Münchmeyer d. J. (1908–1990) spaltete nach 1968 die vielfältigen Aktivitäten des Familienunternehmens in ein Handelsunternehmen und eine Privatbank auf.
1969 schloss sich das Bankhaus Münchmeyer & Co. mit den beiden Bankhäusern Schröder Gebrüder & Co. und Friedrich Hengst & Co. zur Hamburger Privatbank SMH Schröder, Münchmeyer, Hengst & Co. zusammen, deren persönlich haftender Gesellschafter Münchmeyer wurde. 1997 wurde die Bank von der UBS übernommen.
Das Handelshaus Münchmeyer & Co. fusionierte 1972 mit der Hamburger Firma R. Petersen & Co. zur MPC Münchmeyer Petersen & Co. Diese gründete 1994 die MPC Capital Vermittlung GmbH & Co. KG. Aus dieser ging 1999 die MPC Capital AG hervor, deren Mehrheitsaktionär die MPC Münchmeyer Petersen & Co. ist.